# Tan Sri Dato' Haji Hassan Yunos Stadium
Het Tan Sri Dato' Haji Hassan Yunos Stadium (of in het kort: Larkin Stadium) is een multifunctioneel stadion in de stad Johor Bahru, Maleisië. Het ligt in de wijk Larkin. In het stadion kunnen sinds 1991 30.000 toeschouwers. 

## Geschiedenis
Het stadion werd gebouwd in 1964. Op dat moment was het nog een relatief klein stadion, er was plek voor ongeveer 15.000 toeschouwers. In 1991 was er een eerste renovatie. Bij die renovatie kreeg het stadion een atletiekbaan, lichtmasten en meer mediamogelijkheden. Hierdoor werd het stadion geschikt gemaakt als gaststadion voor grotere evenementen. Zoals het Wereldkampioenschap voetbal onder 20 in 1997. Op dat toernooi werd in dit stadion 6 groepswedstrijden gespeeld en enkele wedstrijden in de knock-outfase.